# Santa Maria Zobenigo

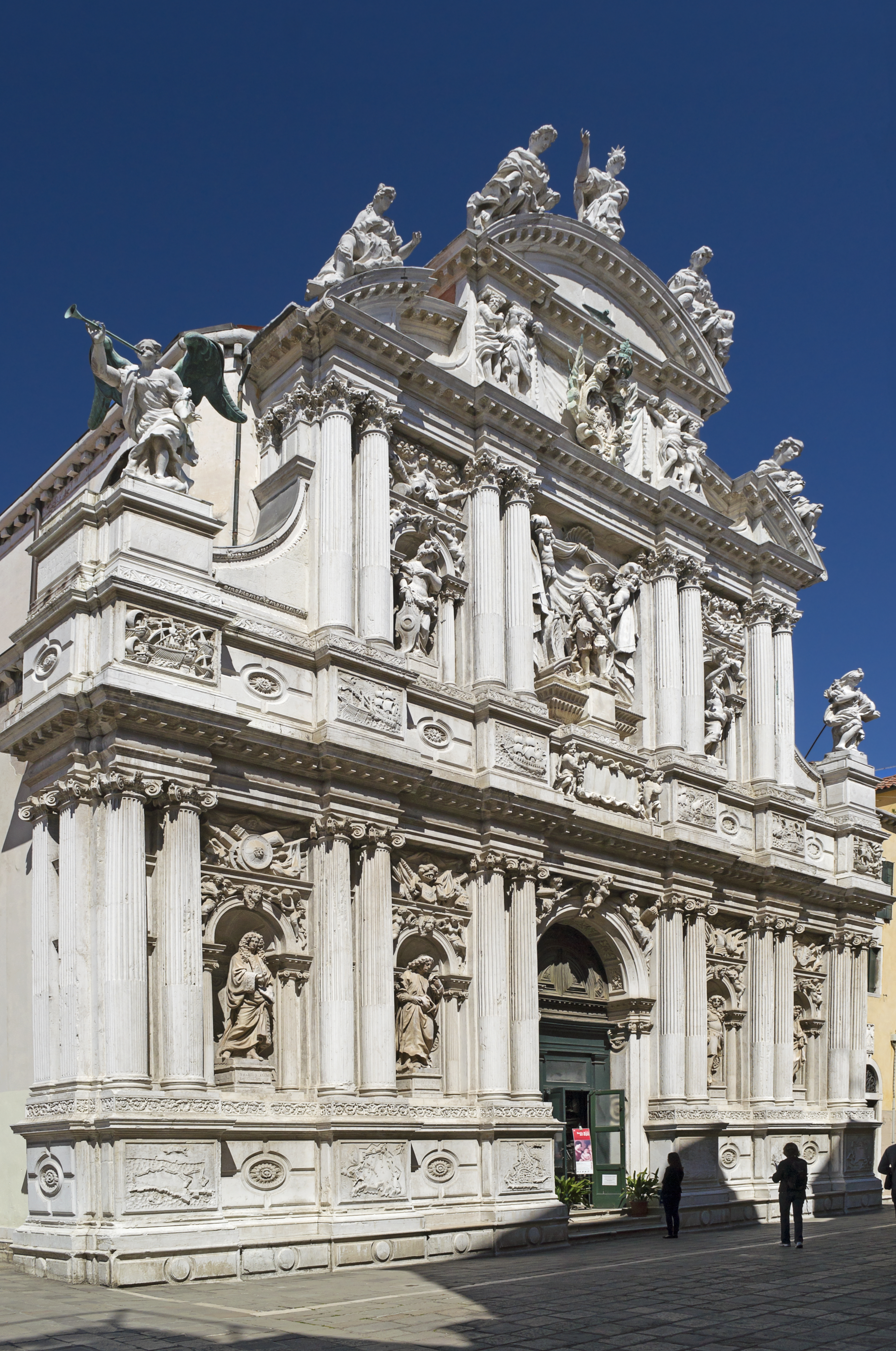
Fassade der Kirche Santa Maria Zobenigo

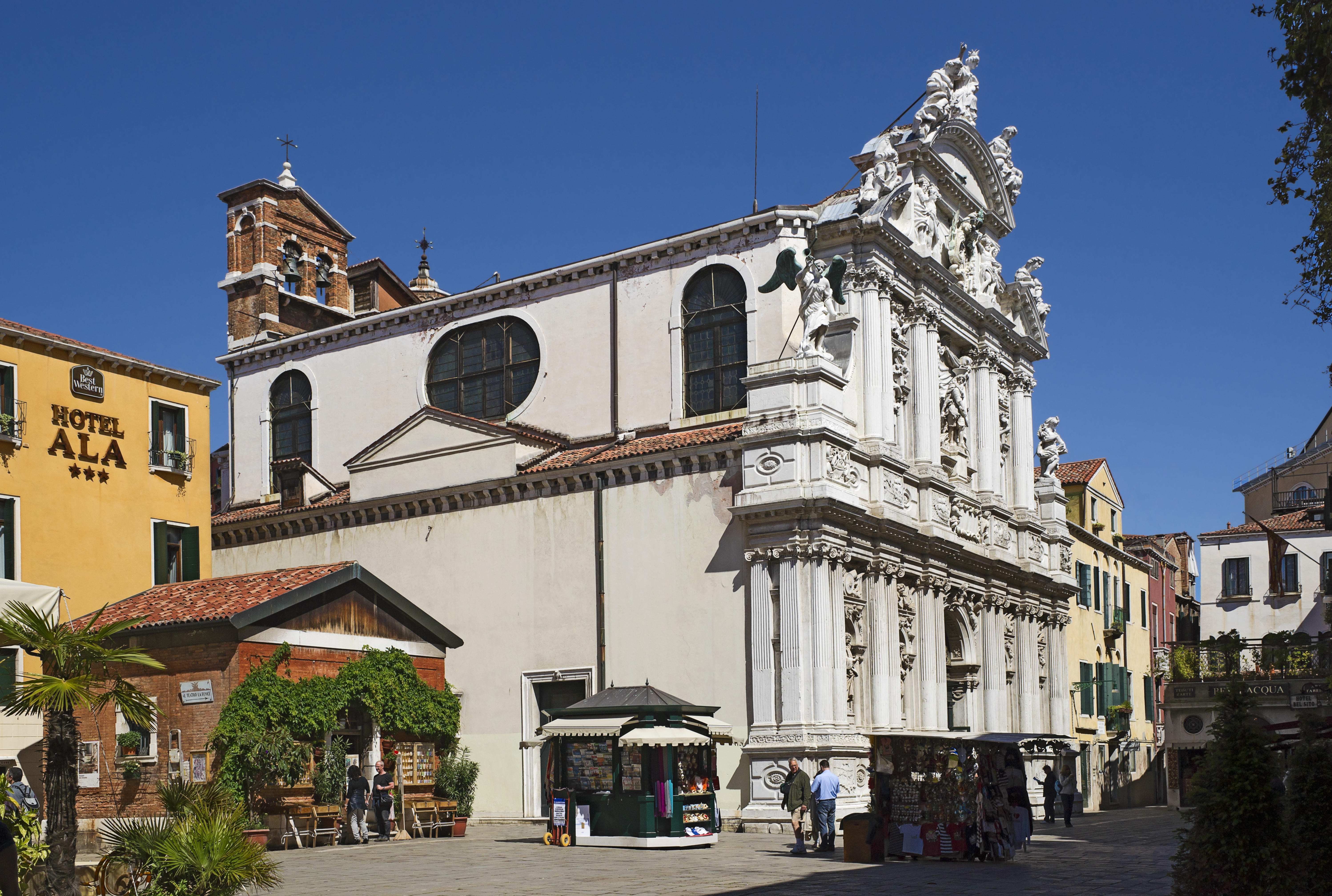
Die Kirche in Campo.

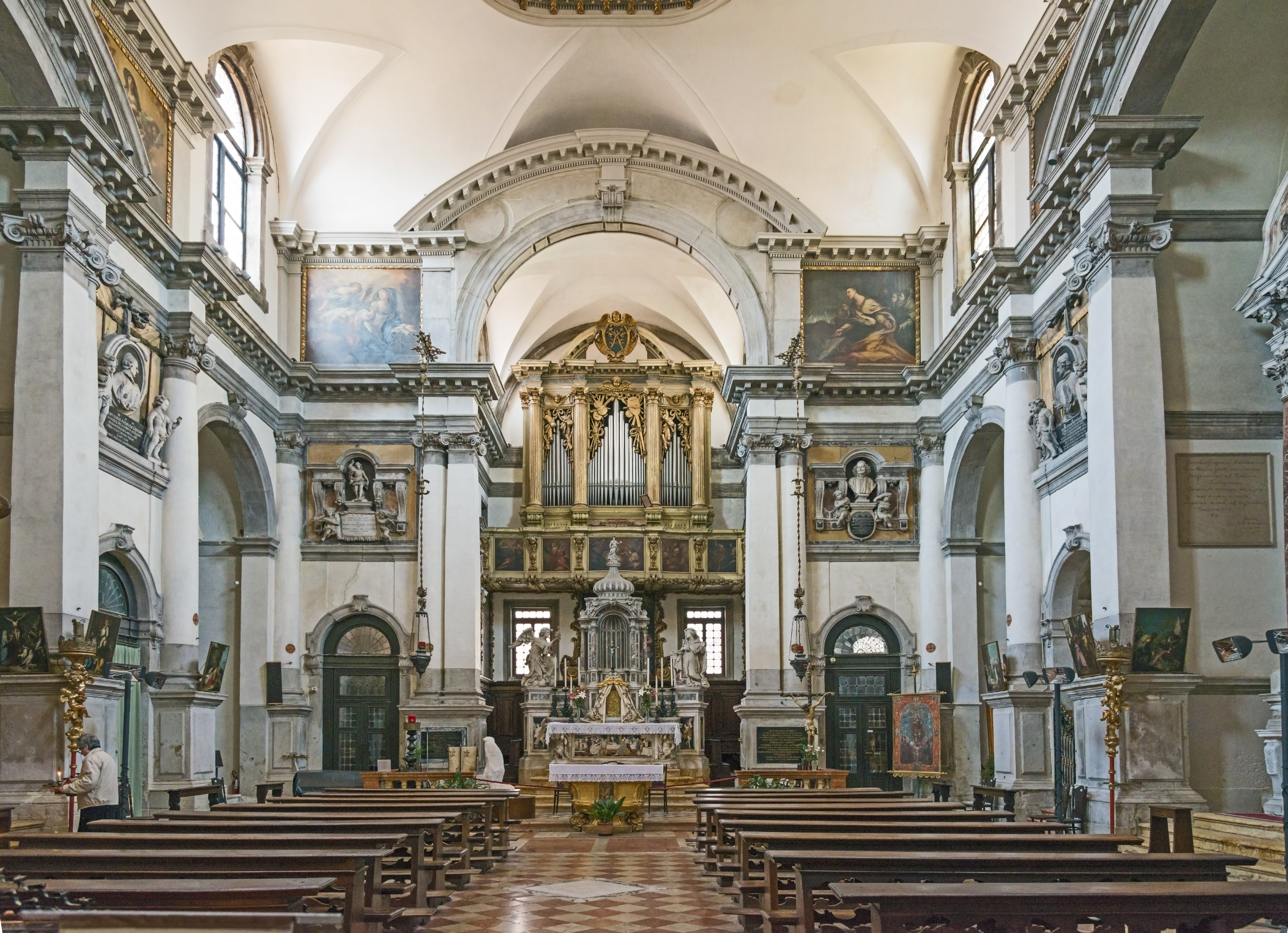
Innenraum der Kirche Santa Maria Zobenigo

Santa Maria Zobenigo ist eine katholische Kirche im Sestiere San Marco auf dem Campo Santa Maria Zobenigo in Venedig. Sie ist auch unter dem Namen Chiesa di Santa Maria del Giglio bekannt. Die Fassade in ihrer heutigen Gestalt wurde 1680–83 von Giuseppe Sardi errichtet.

## Geschichte
Die Geschichte der Kirche geht auf das 10. Jahrhundert zurück. Eine slawische Familie Jubanico, deren venezianische Dialektvariante Zobenigo lautet, besaß in der Gegend einen prunkvollen Palast und trug durch großzügige Stiftungen zum Bau der Kirche bei, wodurch die Kirche ihren Namen erhielt. Der andere Name Santa Maria del Giglio hingegen bezieht sich auf die Lilien, die der Erzengel Gabriel für gewöhnlich in der Szene der Verkündigung Mariens in Händen trägt.
Die ursprünglich byzantinische dreischiffige Basilika wurde im Laufe der Jahrhunderte verändert, ehe sie 1680 völlig neu errichtet wurde. Dazu kam es, als der Generalinspektor für Dalmatien, Antonio Barbaro, in seinem Testament 1678 30.000 Dukaten zur Errichtung einer Kirche hinterließ, die seinem Andenken und dem seiner Familie dienen sollte. Er legte detaillierte Wünsche zur Ausgestaltung dieser Kirche vor, die vom Senat und dem Kapitel genehmigt wurden. Während des Krieges mit Zypern entstanden damals mehrere künstlerische Erzeugnisse im Veneto, die vom zunehmenden Niedergang der Seeherrschaft Venedigs im Osten ablenken sollten. Auch Barbaro selbst wollte mit seiner prunkvollen Kirche von der Realität ablenken und sich und seiner Familie ein prächtiges Denkmal setzen. Er ließ an der Fassade Seeschlachten darstellen, an denen er teilgenommen hatte, während er tatsächlich während des Kretakrieges des Francesco Morosini wegen Unfähigkeit entlassen worden war. Die Errichtung des heutigen Kirchengebäudes fand nach dem Tode Barbaros 1679 von 1680 bis 1683 statt. 1775 stürzte der Campanile aus dem 13. Jahrhundert ein, in dessen Erdgeschoss sich Geschäftsräume befanden.
Vom Campo Santa Maria Zobenigo aus wird während des Salute-Festes am 21. November eine Brücke über den Canal Grande gespannt, um den Prozessionen den Weg zur Salute-Kirche zu ermöglichen. Santa Maria Zobenigo ist heute Teil der Pfarrgemeinde von San Moisè.

## Baubeschreibung
Die Fassade dient der Verherrlichung Antonio Barbaros und seiner Familie, die dort anstelle von sonst üblichen Heiligenfiguren dargestellt ist. Beim Neubau wurde allerdings die ursprüngliche Ost-West-Achse der Kirche nicht verändert, so dass die Fassade gegen eine schmale Gasse gerichtet, während die schmucklose Seitenfront dem Platz zugekehrt ist.
Zu unterst befinden sich ionische Halbsäulen, auf deren Sockeln Reliefs der Grundrisse der Städte Zadar, Candia, Padua, Rom, Korfu und Split angebracht sind. In den zwischen den Säulen liegenden Nischen sieht man die Statuen der Brüder Barbaros im Habitus ihrer öffentlichen Ämter – Giovanni Maria Barbaro, Carlo Barbaro, Francesco Barbaro und Marino Barbaro. Darüber befindet sich eine Reihe korinthischer Halbsäulen, auf deren Sockeln Reliefs mit Seeschlachten dargestellt sind. In der Mitte über dem Kirchentor sitzt die Figur des Stifters auf seinem Sarkophag vor einem wallenden Vorhang, in den Nischen daneben befinden sich allegorische Figuren der Ehre, der Tugend, des Ruhms und der Weisheit. Bekrönt wird die Fassade schließlich von einer Attika und einem Segmentgiebel.
Die Fassade der Kirche Santa Maria Zobenigo ist ein hervorragendes Beispiel des venezianischen Barock. Die Figuren stammen vom flämischen Bildhauer Juste Le Court und von Enrico Merengo.

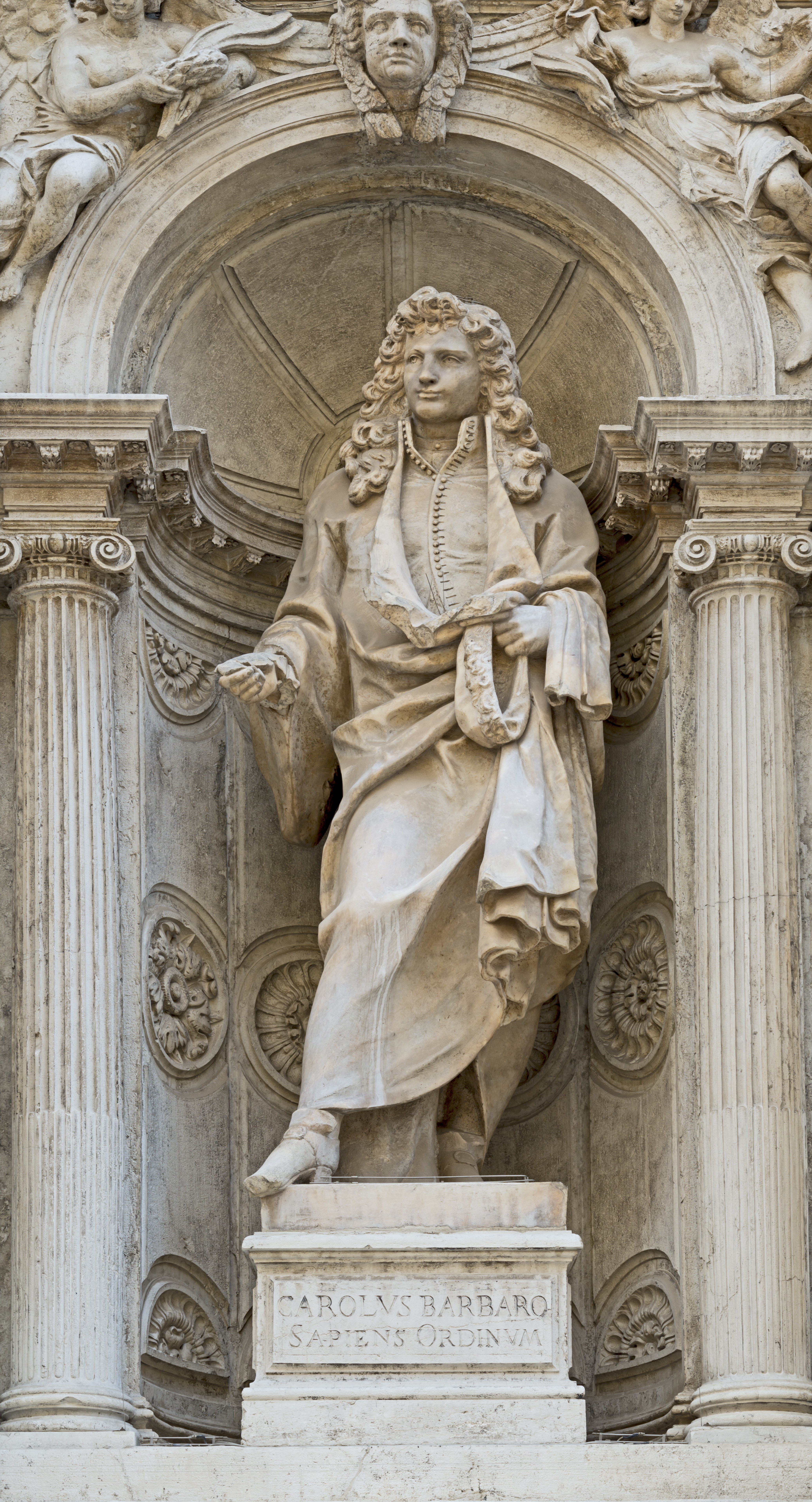
Carlo Barbaro.
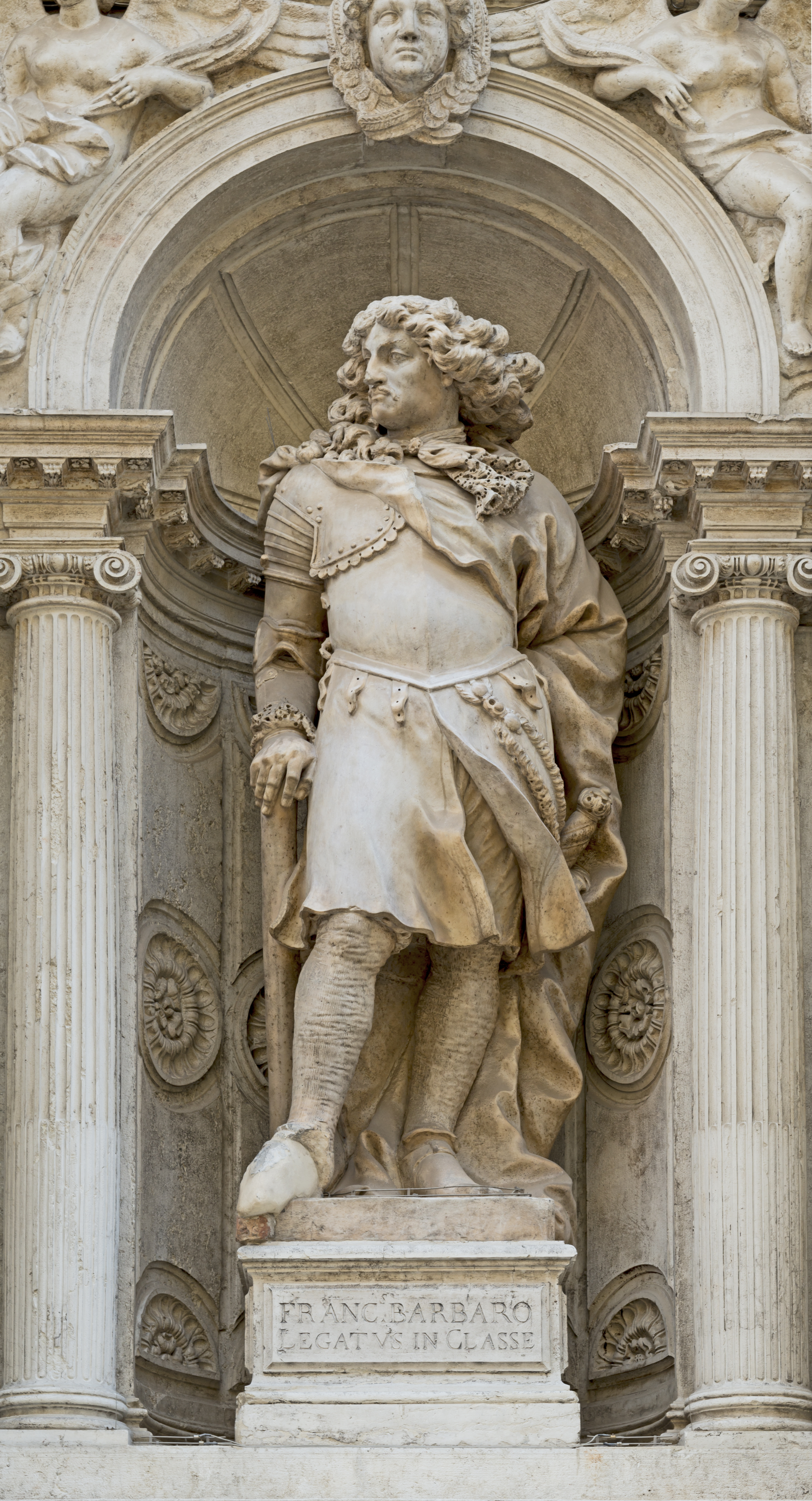
Francesco Barbaro
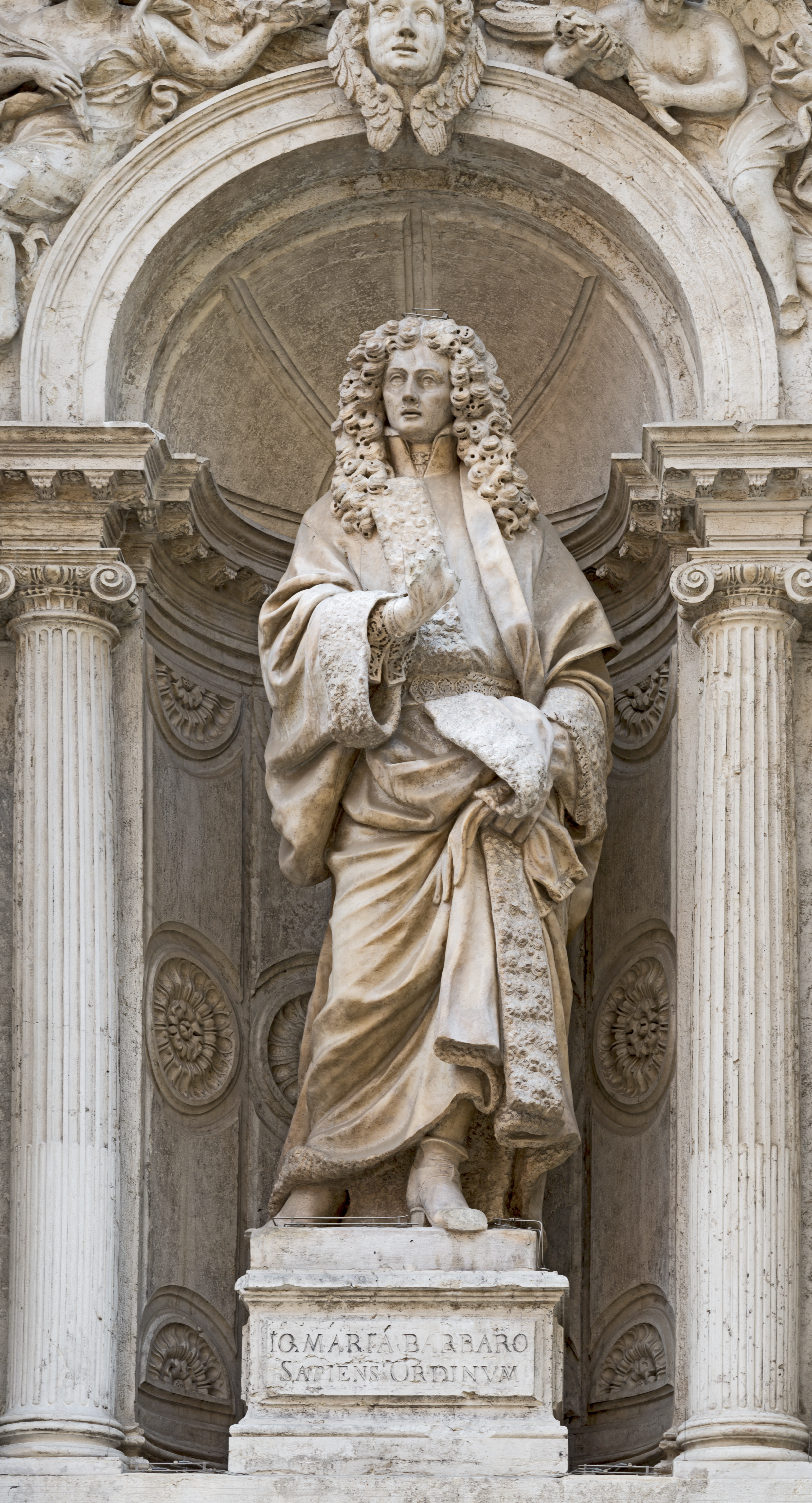
Giovanni Maria Barbaro.
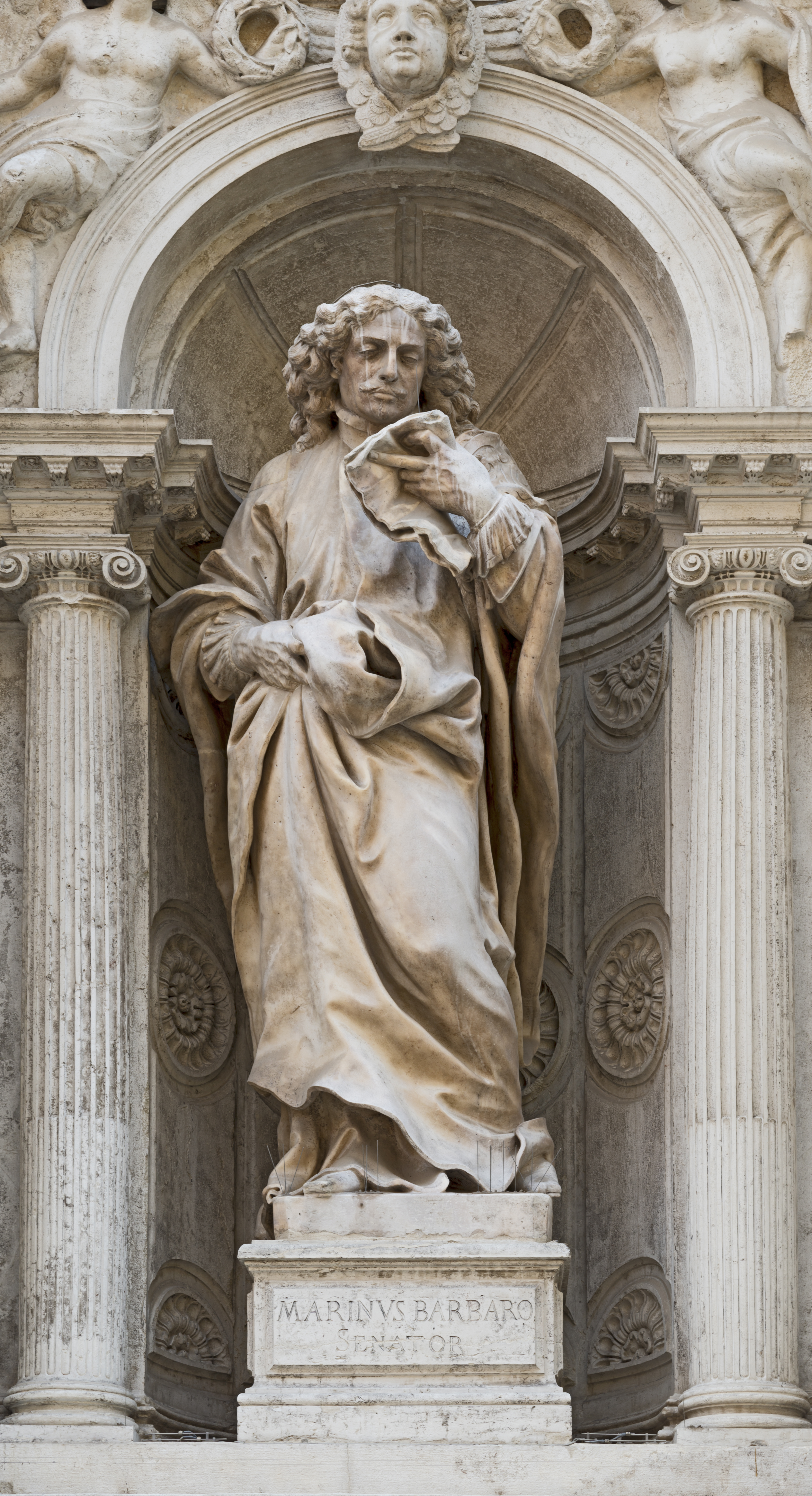
Marino Barbaro.

## Die Fassade in der Kritik
John Ruskin polemisiert in seinem Werk Die Steine von Venedig (The Stones of Venice), dem einflußreichsten Venedigbuch des 19. Jahrhunderts, erschienen in drei Bänden von 1851 bis 1853,  gegen die rein weltlichen Themen der Fassade, schreibt von einer Offenbarung frechen Atheismus'. Er zitiert zustimmend das Urteil von Vincenzo Lazari, die Fassade sei eine schreckliche Masse aus istrischem Stein [orrido ammasso di petra d’Istria]. Und weiter:  
... die Kirche Santa Maria Zobenigo [ist] ganz der Familie Barbaro gewidmet; die einzigen religiösen Symbole darin bestehen in Statuen von Engeln, die auf ehernen Trompeten blasen, um auszudrücken, dass der Ruhm der Familie Barbaro bis zum Himmel drang. Hoch oben auf der Kirche thront die gekrönte Venetia inmitten von Gerechtigkeit und Mäßigkeit; die Gerechtigkeit hält eine eiserne Krämerwage, die im Winde hin und her schwankt. Ein doppelhalsiger Steinadler (das Wappen der Barbaro) mit einer kupfernen Krone befindet sich in der Mitte des Giebelfeldes; die riesige Statue eines Barbaro, mit voller Rüstung und einer phantastischen Kopfbedeckung, über der Mitteltür: und vier Barbaros in Nischen, zwei auf jeder Seite davon, prahlerische Statuen in den gewohnten theatralischen Stellungen jener Zeit, ... Marinus Barbaro, Senator (in ciceronischer Haltung eine Rede ablesend); Franc. Barbaro, legatus in classe (im Panzer und hohen Hackenschuhen und von entschlossenem, grimmigen Gesichtsausdruck); und Carolus Barbaro, sapiens ordinum. Die Verzierung der Fassade wird vervollständigt durch zwei Trophäen, aus Trommeln, Trompeten, Flaggen und Kanonen bestehend, und sechs in Relief ausgehauenen Plänen der Städte Zara, Candia, Padua, Rom, Corfu und Spalátro.

## Ausstattung
Im Inneren bietet die Kirche das Bild einer hellen Hallenkirche mit flacher Überdeckung und je drei relativ flachen Kapellen auf jeder Seite.
Bedeutende Kunstwerke sind:
Jacopo Tintoretto:
- Christus mit den hll. Franz von Paula und Justina (bei der Restaurierung beschädigt)
- 2 ehemalige Orgelflügel mit der Darstellung von je 2 Evangelisten im Presbyterium

Antonio Zanchi:
- Martyrium des hl. Antonius
- Deckenfresken mit Szenen aus dem Marienleben
- Abraham lehrt den Ägyptern die Astrologie (in der Sakristei)

Giovanni Maria Morlaiter:
- Statue der Unbefleckten Jungfrau Maria
- Statue des hl. Gregorio Barbarigo

Johann Carl Loth:
- Jungfrau mit dem Kinde und dem hl. Antonius

Palma il Giovane:
- Heimsuchung Mariä

Francesco Solimena:
- Schmerzensreiche Muttergottes

Andrea Schiavone:
- Verkündigung

Peter Paul Rubens:
- Jungfrau mit Kind und dem Johannesknaben, das einzige Bild des Künstlers in der Stadt befindet sich in der Capella Molin

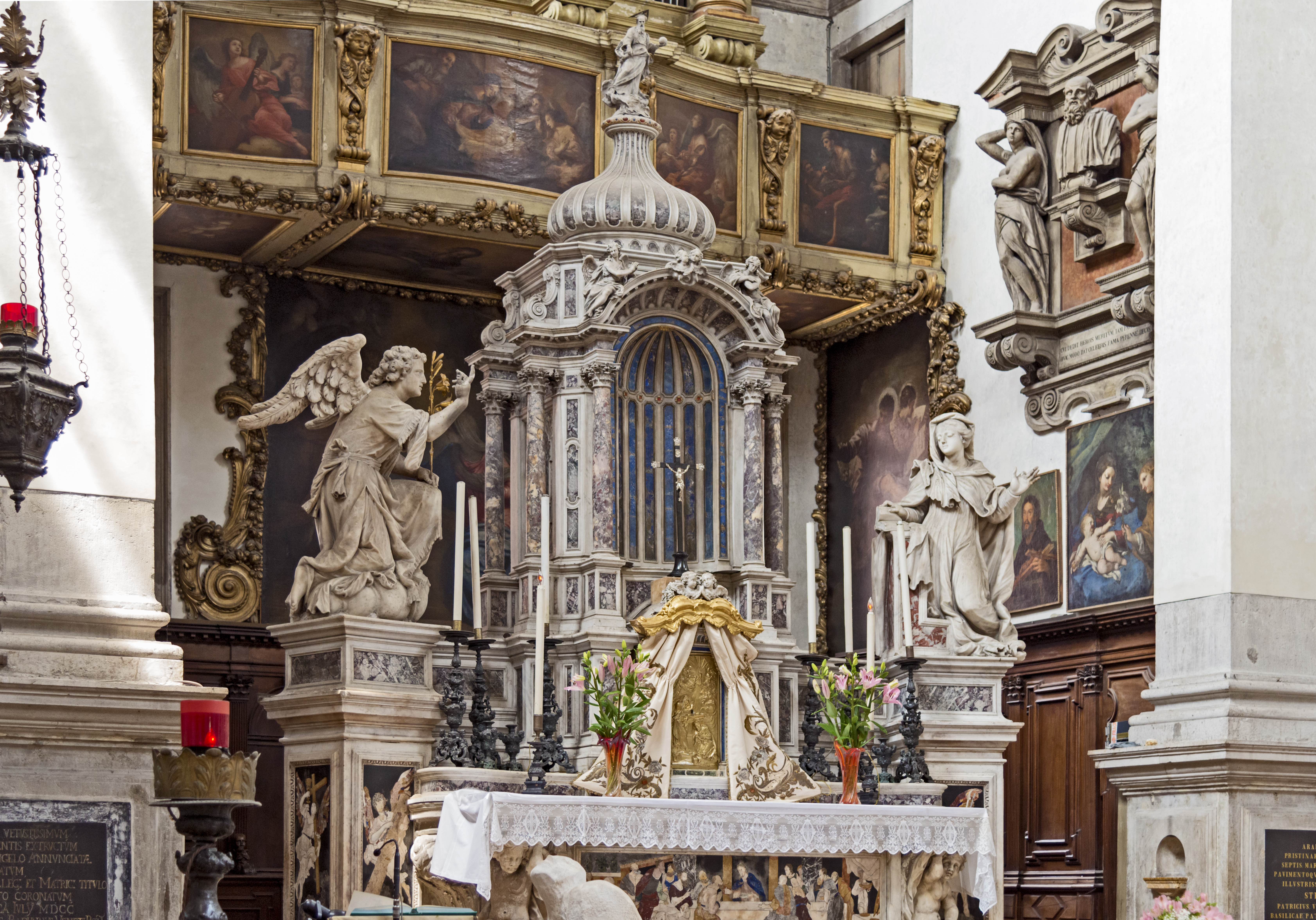
Verkündigung am Hauptaltar

Enrico Merengo
- Verkündigung am Hauptaltar

### Orgel

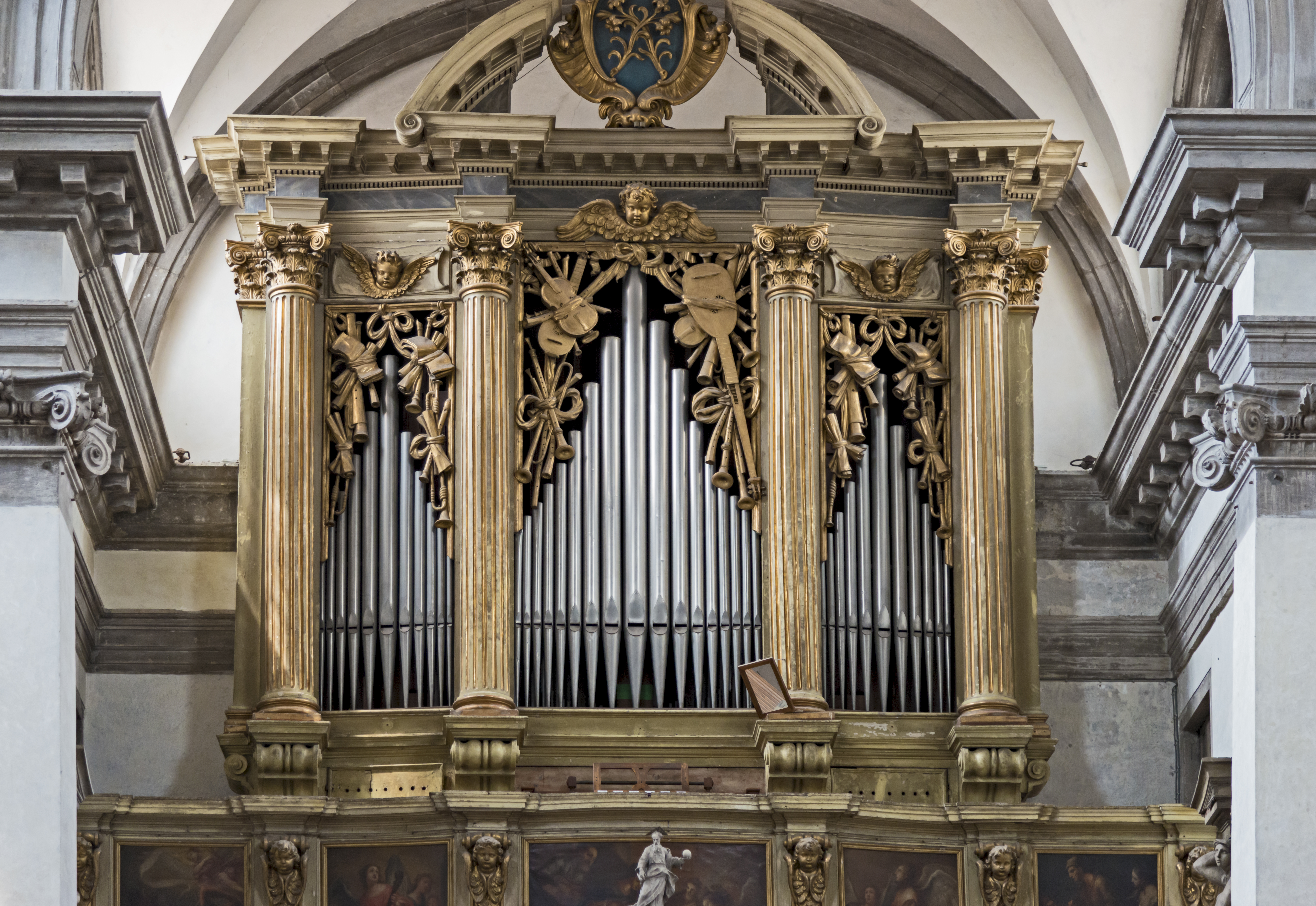
Blick auf die Orgel

Die Orgel auf der Sängerempore wurde 1914 von der Orgelbaufirma Mascioni erbaut. Das Instrument hat 13 Register auf zwei Manualen und Pedal. Die Trakturen sind pneumatisch.
| I Grand'Organo C–a3 |            |     |
| 1.                  | Principale | 16′ |
| 2.                  | Principale | 8′  |
| 3.                  | Dolce      | 8′  |
| 4.                  | Ottava     | 4′  |
| 5.                  | Ripieno    |     |
| 6.                  | XV         |     |
| 7.                  | Cornetto   |     |

| II Espressivo C–a3 |                |    |
| 8.                 | Bordone        | 8′ |
| 9.                 | Viola          | 8′ |
| 10.                | Concerto viole | 8′ |
| 11.                | Flauto         | 4′ |

| Pedal C–f1 |              |     |
| 12.        | Contrabbasso | 16′ |
| 13.        | Armonico     | 8′  |

- Koppeln: II/I (auch als Sub- und Superoktavkoppeln), I/P, II/P